# Blavor žlutý
Blavor žlutý (Pseudopus apodus) (zastarale želtopusík) je největší druh slepýše. Jeho domovem je jižní a jihovýchodní Evropa, přední a střední Asie.

## Popis
Tento beznohý ještěr dorůstá délky až 135 cm, ale jedinci nad 120 cm jsou vzácní. Zbarvení je zpravidla hnědé či rezavé se světle žlutou hlavou a břichem. Šupiny má uspořádané v kroužcích, takže na první pohled poněkud připomíná velikou žížalu. Pod kůží má vyvinuty osteodermy (kostěné štítky), které ho chrání před zraněním, ale zároveň snižují jeho obratnost. Kvůli osteodermům je jeho tělo poměrně tuhé a nemůže se vlnit či stáčet tak lehce jako hadi stejné velikosti. Na bocích má blavor nápadnou rýhu či kožní záhyb, který se táhne od krku až ke kloace. Mláďata jsou nápadně tmavě pruhovaná. Končetiny jsou zcela zakrnělé, přední zmizely úplně, ze zadních zbyly pouze drápkovité pahýly u kloaky, dlouhé sotva 2,5 mm. Na rozdíl od hadů má oči chráněné očními víčky, takže může mrkat. Na hlavě za očima má také dobře patrné ušní otvory.

## Způsob života
Blavor obývá křoviny, stepi a světlé lesy od nížin až do hor. Vyhledává slunná místa, zvláště stráně a svahy kopců, ale potřebuje i stálý zdroj vody. Jeho aktivita je denní, nejčilejší je ráno a v odpoledních hodinách. Přes poledne a také v noci se obvykle ukrývá v noře či mezi kameny. V podzemním úkrytu také tráví zimní spánek, který může v chladnějších oblastech jeho rozšíření trvat až 5 měsíců. Po probuzení ze zimního spánku nastává doba námluv. Blavor žlutý je vejcorodý, samice klade v dubnu až květnu 5–19 vajec. Inkubace trvá 50–55 dní. Mláďata se živí pavouky a drobným hmyzem. Je to dlouhověký tvor, může se dožít 25–30 let.
Na životní prostředí není blavor náročný, ve Středomoří vyhledává výslunné stráně, světlé lesy, olivové háje či zahrady. Naproti tomu v Asii obývá stepi, křoviny a místy, např. na východě Turecka a v Arménii, stoupá vysoko do hor. Není plachý a tam, kde není pronásledován, žije i v blízkosti lidských obydlí. Zde však bývá ohrožován kočkami a toulavými psy.
Blavor je masožravec, ve volné přírodě se živí především větším hmyzem (kobylky, saranče, větší brouci), pavouky, dešťovkami, plži a drobnými obratlovci (ještěrky, mláďata hlodavců). Plení také ptačí hnízda, zvláště u druhů hnízdících na zemi. Potravu si hledá většinou na zemi, ale dokáže i poměrně obratně šplhat po nižších větvích.
Blavor žlutý svléká kůži vcelku podobně jako hadi. Svlečka je velmi tenká a obvykle je potrhaná, zejména na krku a břiše. V letním období se zdravý blavor svléká každé 3–4 měsíce, mláďata častěji než dospělí. Pokud má v teráriu příliš suchý substrát, může mít potíže se svlékáním.

## Chov

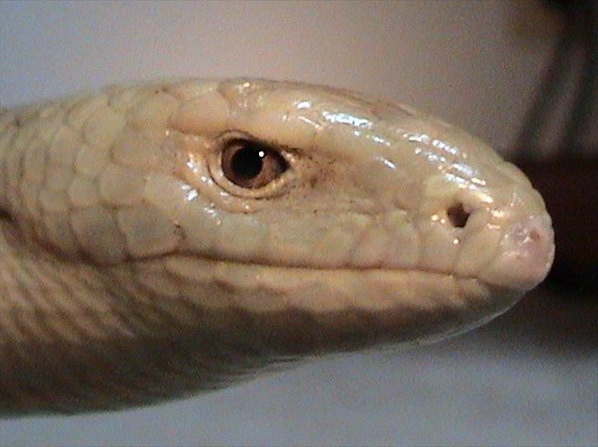
Hlava blavora má podobný výraz jako hlava varana

Blavor je oblíbený chovanec v teráriích. Je dlouhověký (dožívá se více než 30 let), nenáročný, odolný a mírný, takže ho mohou ošetřovat i děti. Rozmnožování v zajetí však není časté. Krmení je jednoduché. Blavor přijímá myšata, moučné červy, cvrčky, větší smýkaný hmyz (hlavně kobylky a saranče), žížaly, slimáky, malé rybky, proužky masa, vařené vejce, dokonce i tvaroh a sýry. Krmíme dvakrát týdně, přes léto i častěji. Blavor se snadno ochočí, pak je velmi důvěřivý a krotký, bere potravu i z ruky. V teráriu musí mít k dispozici pitnou vodu, do níž můžeme přidávat vitamíny. Blavor dokáže dlouho hladovět.
K chovu je třeba prostornější terárium s vrstvou hrabanky či jiného substrátu, v němž blavoři rádi ryjí. Substrát nesmí být příliš jemný, aby se ryjícím plazům nedostával do očí a nozder a je vhodné ho pravidelně mlžit. Příliš jemný nebo prašný substrát může blavorovi způsobit dýchací obtíže a záněty očí i dýchacích cest. Vhodným doplňkem jsou kameny, kořeny či větve, mezi nimiž se s oblibou ukrývají. Přes léto je nejlepší volbou zahradní výběh, který však musí být dobře zabezpečený proti uniknutí. Blavoři jsou čilí, výborně hrabou i šplhají. Pokud je chováme celoročně v teráriu, dopřejeme jim alespoň umělé osvětlení. Pokud se chceme pokusit o odchov, je třeba zvířatům dopřát zimní spánek po dobu 1–3 měsíců při teplotě asi 10 stupňů Celsia. Při zimování je třeba zvířatům dopřát pitnou vodu.

## Chov v zoo
Blavor žlutý je chován ve 44 evropských zoo (stav léto 2018). Nejvíce přitom v německých zoo – 9 zoo. V rámci Česka se jedná o 5 zařízení:
- Zoo Hluboká
- Zoopark Chomutov
- Zoo Plzeň – AkvaTera
- Zoo Praha
- Teracentrum Dolní Čermná

### Chov v Zoo Praha
První blavor žlutý v Zoo Praha je zmiňován v roce 1933, tedy dva roky po otevření zoo. Další záznamy zachycují tento druh vždy krátkodobě v 50., 60., 70. i 80. letech 20. století. Současný jedinec je v zoo od roku 1997, v posledních letech je k vidění v teráriích při Rezervaci Bororo (bývalý pavilon velkých savců) v dolní části areálu. 1. 6. 2018 přišla samice ze Zoo Dvůr Králové.